# Ningaui timealeyi
Ningaui timealeyi is een buidelmuis uit het geslacht van de ningaui's. De wetenschappelijke naam van de soort werd voor het eerst geldig gepubliceerd door Mike Archer in 1975.

## Kenmerken
Deze soort lijkt op de Wongainingaui (N. ridei), maar heeft een wat rodere vacht, is (nog) kleiner en heeft een relatief lange staart. De kop-romplengte bedraagt 45 tot 58 mm, de staartlengte 60 tot 76 mm en het gewicht 5,0 tot 9,4 g. Vrouwtjes hebben 6 mammae.

## Leefwijze
Deze soort leeft in hummock-grasland. N. timealeyi leeft deels in bomen. Dit dier paart tijdens de regentijd, meestal vanaf september. Per worp worden er vier tot zes jongen geboren.

## Verspreiding
Deze soort komt voor in de Pilbara (noordwestelijk West-Australië).
Wongainingaui (Ningaui ridei) · Ningaui timealeyi · Ningaui yvonneae